# Elstree
Elstree – wieś w Anglii, w hrabstwie Hertfordshire, w dystrykcie Hertsmere. Leży 24 km na południowy zachód od miasta Hertford i 19 km na północny zachód od centrum Londynu. W 2001 miejscowość liczyła 4765 mieszkańców.